# Agresivnost
Agresivnost je širši psihološki pojem, ki opredeljuje komponento posameznikove osebnosti. Lahko se izraža v treh oblikah: vedenjski (psihična in fizična agresivnost), čustveni (jeza) in v obliki drže do nekega objekta oz. subjekta (sovražnost). Na splošno gre za težnjo posameznika, da nekomu povzroči škodo ali pa pridobi določen nadrejeni status v hierarhično urejeni skupnosti.
Starejše definicije agresijo opredeljujejo kot vedenje, katerega cilj je škoditi drugim (psihično ali fizično). V najširšem smislu je agresija vsak aktiven pristop in lahko pomeni približevati se, pristopiti pa tudi napasti. Pojem agresije moramo ločevati od pojma destrukcije, ki pomeni razdiranje, uničenje. Destrukcija se pojavi kot izraz sovraštva, agresija pa kot izraz jeze.
Klasifikacija agresivnosti, ki se pojavlja predvsem pri živalih (npr. opice, psi), se nanaša predvsem na situacije, ki agresivnost izzovejo. Gre za situacije, ki izzovejo strah, bolečino, kjer je ogroženo življenje mladičev, kjer je ogrožen teritorij, v situacijah parjenja in plenjenja. Slednjo agresivnost tudi imenujemo 'plenilska'' agresivnost in ne vključuje ne jeze ali kakršnihkoli močnih čustev, ampak vključuje občutek vzburjenja, ki je primerljiv z občutkom, ki ga ljudje doživljajo ob iskanju doživetij in vzburjenja (Zuckerman, 2005). Podobno vedenje kot pri 'plenilski' agresivnosti, značilni za živali, se pojavi tudi pri seksualnih sadistih, ki so predvsem nečustveni, vendar se vzburijo ob trpljenju drugih, navadno svojih žrtev (Cosyns, 1998; v: Zuckerman, 2005).
Moyer (1976) je opredelil osem vrst agresivnosti (v: Diaz, 2010): 
- Plenilska agresivnost, ki je povezana predvsem z lovom, vendar ni nujno vezana na iskanje hrane, ampak gre lahko za iskanje vzburjenja oz. doživetij
- Agresivnost zaradi strahu ali kot obramba pred omejevanjem
- Agresivnost v obliki dominantnosti in boja za prevzemanje višjega položaja v hierarhično urejeni skupnosti
- Agresivnost, ki je povzročena s strani določenega osebka, ki ustvari situacijo, ki agresivnost izzove
- Teritorialna agresivnost, ki omogoča zaščito domačega teritorija v primeru ogroženosti
- Agresivnost samic, včasih, vendar redko, tudi samca. Agresivnost, ki ima namen predvsem zaščititi mladiče
- Agresivnost, ki je usmerjena na frustrirajoči objekt
- Agresivnost, ki je vezana na seksualno oz. spolno tekmovalnost (parjenje)

### Agresivnost in kriminalnost
Ekstremna oblika agresivnega vedenja je umor, vendar gre tudi pri tovrstnem dejanju za različne oblike. Impulzivni umor izhaja namreč predvsem iz situacije, v kateri je s strani morilca prisotna ekstremna jeza, ki je odgovor na določeno provokacijo ali celo grožnjo. Druga vrsta umora pa je naklepni oz. premišljeni umor, ki je manj čustveno intenziven in bolj instrumentalne narave, kar pomeni, da je narejen z nekim namenom oz. se morilcu zdi uporaben (Stanford, Houston, Villemarette-Pittman in Greve, 2003; v: Zuckerman, 2005). Predvsem impulzivna oblika agresivnosti ima več bioloških osnov oz. predispozicij kot premišljena oblika agresivnosti.

### Agresivnost in droge
Opiati in alkohol imajo velik učinek na agresivno vedenje. Otežujejo namreč inhibicijo agresivnega vedenja, kar pomeni, da pod vplivom drog osebe z nasilnimi predispozicijami težje nadzorujejo svoje vedenje. Tvegano je tudi prenehanje dolgoročne uporabe drog, saj je eden izmed stranskih učinkov abstinence tudi povečana razdražljivost. Tako zaradi drog lahko postanejo agresivne tudi osebe, ki sicer nimajo predispozicij za tovrstno vedenje. 
Posebej nevarni so npr. kokain in amfetamini, ki povzročajo paranoidno psihozo, ki vodi do raznih halucinacij ter iluzij, ki vključujejo nasilje ter posledično tudi vodijo do nasilnega oz. agresivnega vedenja. Biološka razlaga tovrstnega pojava se nanaša na to, da omamljenost s kokainom in amfetamini deluje na delovanje in nivo kateholaminov v možganih, ki imajo vpliv na pojav agresivnega vedenja.  
Antisocialno in nasilno vedenje sta posledica jemanja drog, vendar predvsem v primerih, ko ima posameznik tudi predispozicijo za tovrstna vedenja. Lahko pa imajo droge tudi vpliv na spremembo osebnosti, čemur pravijo ''Jekyll in Hyde'' efekt. Do tega pride zaradi tega, ker vplivajo na spremembo praga agresivnega vedenja.

## Genetika agresivnosti

### Biometrične študije
Različne študije so pokazale različne variante dedljivosti agresivnosti. Vzroki za različne rezultate so predvsem neaditivna genetska varianca, starostne spremembe v razmerju med genetskimi in okoljskimi faktorji, spolne razlike, pomanjkljivosti merjenj in razlika v načinih izražanja agresivnosti. Če gre pri agresivnosti za neaditivno genetsko varianco, to pomeni, da študije dvojčkov precenjujejo, medtem ko družinske študije podcenjujejo faktor dedljivosti (h) (Zuckerman, 2005). Prav tako je znano, da je faktor dedljivosti višji za starejše dvojčke, medtem ko je delež deljenega okolja večji pri mlajših dvojčkih (Miles in Carey, 1997; v: Zuckerman, 2005). Miles in Carey (1997; v: Zuckerman, 2005) sta izvedla meta-analizo 24ih študij, kjer se je celotni učinek dedljivosti povzpel tudi do 50 % variance agresivnosti.
Posvojitvena študija, v kateri so bili intervjuvani starši posvojencev, je pokazala učinek interakcije dedljivosti in sovražnega družinskega okolja posvojitvenih družin, hkrati pa sta bila pomembna tudi učinka obeh faktorjev posebej (Cadoret, Yates, Troughton, Woodworth in Stewart, 1995; v: Zuckerman, 2005). Genetski faktor je pri tem predstavljal biološki starš z antisocialno osebnostjo, sovražno družinsko okolje pa so predstavljali zloraba drog, družinski nemiri (ločitev, ločevanje) in psihiatrične težave v posvojitveni družini. Oba faktorja sta tako v interakciji imela vpliv na otrokovo in mladostnikovo agresivnost. Zaključili so, da se otroci, z genetsko predispozicijo, bolj verjetno odzovejo na sovražno okolje z agresivnostjo (Zuckerman, 2005).

### Molekularna genetika
Vedenja, ki se kažejo kot impulzivnost, iskanje občutkov in antisocialna vedenja, so pogosto povezana predvsem z razmerjem med MAO-A in MAO–B (mono-amino oksidaze) geni. Prispevek tovrstnih genov so ugotovili z raziskavami na miših, kjer so jim oba gena izločili oz. onemogočili njihovo delovanje. Onemogočeno delovanje MAO-A gena je povzročilo povečano agresivnost, medtem ko onemogočeno delovanje MAO-B gena ni imelo tega učinka (Shih in Chen, 1999; v: Zuckerman, 2005). Razlog temu je predvsem ta, da izločen MAO-A povzroči povečan nivo serotonina in norepinefrina v malih možganih, frontalnem korteksu in hipokampusu. Miš se je tako v kletki agresivno odzivala na drugo miš brez dodatne provokacije (Zuckerman, 2005). Pomanjkanje MAO-A in -B gena pa povzroči povečano odzivnost na stres. 
Pomembna je tudi interakcija med ravnanjem z osebo v otroštvu in polimorfizmi MAO-A gena. Izkazalo se je namreč, da maltretiranje v otroštvu in aleli, ki aktivirajo manj MAO-A,  predstavljajo večjo verjetnost agresivnega vedenja in nasilja (Zuckerman, 2005). 
Poleg serotonina sta pomembna nevrotransmiterja tudi norepinefrin in dopamin, ki prav tako vplivata na agresivno vedenje. Tukaj igra pomembno vlogo katehol-o-metiltransferaza (COMT), ki je vključena v inaktivacijo prej omenjenih kateholaminovih nevrotransmiterjev. Oblika alela, ki je povezana z nizko aktivnostjo COMT-a, je bila najpogostejša pri nasilnih poskusih samomora. Nizka aktivnost COMT-a poveča agresivno vedenje in dopaminergično aktivnost v prefrontalnem predelu možganov, kar vodi do izražanja jeze in nasilnega vedenja (Zuckerman, 2005). 
Dednost sama namreč pa vendar ne more igrati vodilne vloge pri izraženosti poteze agresivnosti zato, ker obstajajo mehanizmi, ki omogočajo inhibicijo tovrstnega vedenja, kot je npr. razvoj frontalnega režnja. So pa ti mehanizmi lahko tudi kulturno pogojeni, kot npr. pravila, ideologije, predvidene oblike vedenja, ki so nam posredovane v vsakodnevnem življenju (Diaz, 2010).

## Psihofiziologija

### Avtonomno vzburjenje
Srčni utrip v študijah predstavlja soodnosni faktor antisocialnega vedenja na vzorcu otrok in mladostnikov (Raine, 2002; v: Zuckerman, 2005). Nižji srčni utrip v stanju mirovanja triletnika je npr. napovedal agresivno vedenje pri starosti 11 let (Raine, Venables in Mednick, 1997; v: Zuckerman, 2005). Izkazalo se je namreč, da je kar 65,5 % agresivnih otrok imelo nizek srčni utrip pri treh letih. Pomembni prediktorji agresivnega vedenja so tudi fizični razvoj, motorična aktivnost, temperament, družinski nesporazumi.
Razloga za povezavo med agresivnostjo in srčnim utripom naj bi po Raine-u idr. (1997; v: Zuckerman, 2005) bila dva. Avtonomno predvzburjenje je povezano z neustrašnostjo in pomanjkanjem strahu v določenih situacijah, kar naredi antisocialno vedenje bolj verjetno, saj ravno strah pred oškodovanjem inhibira agresivno vedenje. Možen razlog pa je lahko tudi ta, da je agresivno vedenje lahko oblika stimulacije ali iskanja občutij, kot odgovor na nižje vzburjenje, ki je povezano z dolgočasjem. 
Poseben fenomen, ki ga je v tem kontekstu ravno tako dobro omeniti, so psihopati. Razdelimo jih lahko na tiste, ki so pri svojih dejanjih uspešni in jih nikoli ali redkokdaj ulovijo in kaznujejo ter na tiste, ki so pri svojih dejanjih neuspešni in se vedno znova in znova znajdejo za zapahi. V študiji so ugotovili, da je razlika med tema dvema skupinama predvsem ta, da je nižja vzburjenost pogostejša pri neuspešnih, kar vodi do bolj impulzivnih osebnostnih potez, ki se izražajo v nepremišljenih dejanjih. Hkrati pa je razlog za to, da se vedno znova znajdejo v zaporih, tudi ta, da so predvsem neobčutljivi za kaznovanje in tako le-to nanje nima pravega učinka (Ishikawa, Raine, Lencz, Bihrle in Lacasse, 2001; v: Zuckerman, 2005).

### Kortikalno in subkortikalno vzburjenje
Možgansko delovanje so merili (z EEG) pri nasilnih zločincih. Izkazalo se je, da gre pri približno 43% zelo nasilnih posameznikih za abnormalno delovanje možganov, kar pomeni, da je njihovo možgansko valovanje drugačno od normativne populacije (Volavka, 1995; v: Zuckerman, 2005). Nato so abnormalnosti locirali in izkazalo se je, da se jih največ pojavlja v temporalnem predelu možganov. Tudi epilepsija temporalnega predela je omogočila večje razumevanje povezave z agresivnostjo. Pri tovrstni epilepsiji prihaja namreč do avtomatskega nasilnega vedenja. Pri tem gre za okvarjeno delovanje tako temporalnega režnja kot amigdale, ki je sicer povezana s čustvi jeze in strahu. Amigdala je v soodvisnem odnosu s frontalnim režnjem, kar pomeni, da ko en del deluje, je delovanje drugega dela v pojemanju. Frontalni reženj tako ustvarja mirno in spokojno vedenje, kadar je v prevladi (Diaz, 2010). 
Temu se pridružuje še ugotovitev, ki so jo pridobili s PET študijo, ki je odkrila, da gre pri impulzivno-agresivnem vedenju za pomanjkljiv metabolizem v prefrontalnem korteksu, zlasti v orbitalnem predelu (New, Novotny, Buchsbaum in Siever, 1998; v: Zuckerman, 2005). Morilci imajo npr. nizek nivo glukoze, ki je pomemben element možganskega metabolizma. Metabolizem je tako moten predvsem v predelih prefrontalnega korteksa, desnega orbitofrontalnega korteksa, corpus callosuma, hipokampusa in amigdale (Raine, 1997; v: Zuckerman, 2005). Šibek prefrontalni korteks se kaže kot impulzivnost in pomanjkanje kontrole v stanjih jeze pri morilcih. Je pa oslabljeno delovanje tega predela značilno tudi za shizofrenijo (Raine idr., 1997; Volkow idr, 1995; v: Zuckerman, 2005).

## Biokemija

### Hormoni
Osnovni hormon povezan z agresivnim vedenjem je testosteron. Gre za hormon, ki sproži agresivno vedenje v situacijah tekmovalnosti za teritorij in za spolnega partnerja, kar pomeni, da igra glavno vlogo zlasti v reprodukciji (Diaz, 2010). S tem lahko pojasnimo tudi veliko več agresivnega vedenja v času adolescence, ko posameznik spolno dozoreva (Diaz, 2010). 
Za ljudi je značilno, da je nivo testosterona povezan predvsem z izidom tekmovanja. Pri zmagovalcih se npr. pokaže povišan nivo testosterona, medtem ko je pri poražencih obratno (Dabbs, 2000; v: Zuckerman, 2005). 
Višji nivo testosterona je tako značilen predvsem za zločince, alkoholike z nasilno zgodovino in celo z ženskami, ki so bile pogosteje nasilne v neizzivalnih situacijah (Zuckerman, 2005). 
Poudariti je potrebno tudi, da je delovanje testosterona odvisno od samega konteksta. Pri populaciji normativnih adolescentov bo testosteron povzročal predvsem agresivno tekmovalnost v smislu vodilnosti, asertivnosti, sociabilnosti in interesu za spolnost, medtem ko bo pri zločincih povezan predvsem z antisocialno vrsto agresivnosti, ki tudi vodi do kriminalnih dejanj (Zuckerman, 2005).

### Nevrotransmiterji
Pomemben nevrotransmiter pri agresivnem vedenju je predvsem serotonin. Nizek nivo serotonina naj bi namreč bil povezan z višje izraženim agresivnim vedenjem. Nižja raven je namreč tudi prisotna pri nasilnih poskusih samomora, depresiji, stanjih anksioznosti, razdiralnih vedenjih in alkoholizmu (Zuckerman, 2011). Agresivnost je tako lahko tudi pokazatelj večjega samomorilnega tveganja, še preden nastopi depresija. Sama povezava med splošno agresivnostjo in samomorilnostjo pa narašča od srednje k pozni odraslosti (Sher, 2008).